# 隆肛蛙
隆肛蛙（学名：Rana quadrana）为蛙科蛙属的两栖动物，是中国的特有物种。分布于河南、山西、湖北、四川、贵州、陕西、甘肃等地，多见于山区的溪流中。其生存的海拔范围为650至2700米。该物种的模式产地在四川巫山。